# فائق يتزوج (فلم)
فائق يتزوج فيلم كوميدي عراقي، من إنتاج 1984.

## أحداث الفيلم
تتمحور أحداث الفيلم حول موظف بسيط يتقدم لخطبة زميلته في العمل، لكن والدة الفتاة تضع شروطاً تعجيزية مقابل الموافقة على إتمام الزواج. فيقوم هذا الموظف بالبحث عن شقة و ما يلزم لتأثيثها، غير أن الأسعار لا تتناسب و دخله، و يلجأ إلى الاقتراض من معارفه، غير أن ما يستطيع الحصول عليه لا يساعده. لذا يقرر هو و خطيبته الزواج في منزل متنقل (كرفان)، و من هنا تبدأ كوميديا الموقف.

## طاقم العمل

### تأليف
- عبد الوهاب الدايني.[2]
- قاسم الملاك.

### إخراج
- إبراهيم عبد الجليل.[2]

### تصوير
- ماجد كامل.[2]

### موسيقى تصويرية
- محمد جواد أموري.[2]

### إنتاج
- شركة بابل.[2]

### تمثيل
- قاسم الملاك[2]، بدور العريس.
- سناء عبد الرحمن، بدور العروس.
- ابتسام فريد، بدور والدة العروس.
- سليم البصري.
- إبراهيم جلال.
- شفاء العمري.

## روابط خارجية
- مقالات تستعمل روابط فنية بلا صلة مع ويكي بيانات